# Peter Biker
Peter Biker (født 10. maj 1961) er en dansk musiker og producer, der var trommeslager, og senere også keyboardspiller, i 80'er bandet News indtil dettes opløsning i 1994. Han er søn af musikeren Pedro Biker. I 1987 udgav Peter Biker et soloalbum med titlen Kys dig når du går. Siden da har han skrevet, komponeret og produceret musik for en lang række kunstnere på den danske og den internationale scene. Bl.a. har han været med til at producere tv·2-albummene Amerika (2001) og På kanten af småt brændbart (2002), skrevet og produceret sange til Søs Fenger, Lis Sørensen, S.O.A.P., Det Brune Punktum, Juice og Heidi, samt arbejdet tæt med produceren Soulshock. Af internationale navne kan nævnes: Usher, Monica, Craig David, Jamelia, Sugababes, Jay Sean, Victoria Beckham og mange flere.
I 1995 var han dommer på TV3s succesfulde talentkonkurrence, Stjerneskud, og i 2003 Popstars Showtime! på TV 2.
Han var med til at skrive nummeret "Faster", til Caroline Hendersons album Metamorphing (1998), der i 1999 blev nomineret til en Dansk Grammy for "Årets danske radiohit". Samme år producerede han med Kim Sagild og Stig Kreutzfeldt Kosovo-støttesangen "Selv en dråbe".
I 2010 var han med til at skrive X Factor 2010 vindersangen "My Dream", sammen med de tre dommere, Soulshock, Pernille Rosendahl og Remee. 
I 2011 var han sammen med bl.a. Soulshock med til at skrive og producere nummeret "International Love" til Pitbull og Chris Brown. Sangen modtog prisen for Most Performed Song ved brancheorganisationen ASCAP's årlige Pop Music Awards i USA.